# E=mc² (film 2002)
E=mc² – polska komedia sensacyjna z 2002 roku w reżyserii Olafa Lubaszenki. Zdjęcia kręcono w Warszawie.
Film nagrodzony Złotym Biletem za zajęcie szóstego miejsca w rankingu oglądalności.

## Fabuła
Bohaterem filmu jest Maks Kądzielski (Olaf Lubaszenko), doktor filozofii. Pewnego dnia o pomoc zwraca się do niego piękna Stella (Agnieszka Włodarczyk), która jest dziewczyną gangstera Andrzeja „Ramzesa" Nowickiego (Cezary Pazura). Maksowi przysparza to wielu kłopotów. Zakochuje się on w Stelli, co bardzo złości Ramzesa. Maksowi z trudem udaje się wytłumaczyć, jaką rolę przyszło mu odegrać w karierze naukowej Stelli i powstrzymać gniew gangstera. Nie jest to jednak koniec kłopotów doktora. Ramzes, który swój dyplom magisterski kupił, składa Maksowi propozycję nie do odrzucenia. Młody wykładowca musi przygotować gangstera do egzaminu doktorskiego. W razie sprzeciwu Maks musi się liczyć z utratą zdrowia, a nawet życia. W dodatku jego uczucie do Stelli staje się coraz gorętsze. Z wzajemnością, bowiem znudzona dotychczasowym związkiem z gangsterem dziewczyna coraz bardziej życzliwie patrzy na imponującego jej wiedzą naukowca. Para musi bardzo uważać, aby romans nie wyszedł na jaw, gdyż wówczas zemsta Ramzesa mogłaby być straszliwa. Wieści o naukowych ambicjach gangstera rozchodzą się szybko w przestępczym światku. Ramzesem interesuje się tajemniczy Doktor X, potężny mafioso, którego organizacja ma międzynarodowe powiązania. Uaktywnia się także Arnold (Zbigniew Suszyński). Dla tego bandyty intelektualne zainteresowania jego głównego rywala Ramzesa oznaczają słabość. Arnold postanawia ją wykorzystać i uderzyć w znienawidzonego wroga.

## Obsada
- Olaf Lubaszenko – Maks Kądzielski
- Cezary Pazura – Andrzej Nowicki ps. „Ramzes”
- Agnieszka Włodarczyk – Stella
- Mirosław Zbrojewicz – Jarosław Nowicki ps. „Śledź”, brat „Ramzesa”
- Edward Linde-Lubaszenko – dziekan
- Piotr Siejka – Stefek
- Tomasz Sapryk – „Landryna”
- Zbigniew Suszyński – Arnold
- Jan Nowicki – „doktor X”, ojciec „Ramzesa”
- Renata Dancewicz – Marta Nowicka, żona „Ramzesa”, matka Soni
- Paulina Janus – Sonia Nowicka, córka Marty i „Ramzesa”
- Emilia Krakowska – Wanda, matka Maksa
- Janusz Zaorski – rektor
- Szymon Majewski – dr Adam Kuczka, kolega Maksa
- Borys Szyc – student Maksa
- Maciej Gołębiowski – student Maksa
- Samanta Janas – studentka Maksa
- Leon Niemczyk – profesor
- Trung La Duc – Wietnamczyk
- Son Krejner – Wietnamczyk
- Mateusz Borek – gangster, tłumacz języka wietnamskiego
- Maciej Kozłowski – Alosza
- Andrzej Mleczko – mężczyzna przed Silver Screenem
- Jerzy Kolasa – policjant sierżant sztabowy Jerzyk
- Grzegorz Skrzecz – policjant Heniek
- Jolanta Mrotek – Jola, sekretarka prof. Sowy
- Elżbieta Jancewicz – śpiewaczka w Don Giovannim
- Piotr Minasz – śpiewak w Don Giovannim
- Edward Janaszek – transwestyta w klubie
- Michał Coganianu – mężczyzna
- Marek Nowakowski – policjant w pubie Nie ma mocnych
- Monika Ambroziak – Malwina, dziewczyna „Śledzia”
- Anna Brusewicz – dziewczyna „Landryny”
- Ireneusz Machnicki – członek komisji egzaminacyjnej
- Magdalena Gnatowska – dziewczyna w przedstawieniu teatralnym